# Вила Ротонда
Вила Ротонда (итал. Villa Almerico Capra, La Rotonda) је ренесансна вила близу Виченце у северној Италији. Пројектовао ју је архитекта Андреа Паладио, а касније довршио Винченцо Скамоци. Вила се још зове „Вила Алмерико Капра” по презимену две угледне породице које су финансирале њену изградњу. Заједно са другим делима Паладија, ова зграда припада ансамблу грађевина Историјски центар Виченце и Паладијеве виле у Венету, која је под заштитом Унеска.
Касније су по угледу на њу пројектоване виле у Енглеској, САД, Пољској и другде.

## Инспирација
Свештеник Паоло Алмерико се 1565. повукао из службе у Ватикану, и одлучио да себи сагради летњиковац на селу близу родног града Виченце. Ова кућа, позната као „Ротонда”, једно је од најзначајнијих дела архитекте Андреe Паладија. Вила Ротонда је била инспирација за многе друге пројекте широм света, а њен дизајн је био инспирисан Пантеоном у Риму.

## Пројекат
Место за вилу је одабрано на врху брда близу града Виченце. За разлику од других Паладијевих вила, грађевина није требала да служи за управљање сеоским имањем. Паладио је сматрао да је она палата (palazzo), која има функцију као репрезентативно здање и мирно уточиште за медитацију и умни рад.
Вила Ротонда је потпуно симетрична грађевина квадратног нацрта са четири фасаде, од којих све имају избачени портик. Цела структура је обухваћена замишљеним кругом који додирује углове зграде и центре портика.
Централна проторија и њена купола су кружног облика, и отуда потиче име виле. Сама грађевина технички није ротонда, јер није кружна, већ је пресек квадрата и крста. Сви портици имају степеништа и кратке ходнике који воде до централне просторије. Све собе у вили су пројектоване по пропорцијама у складу са правилима архитектуре које је Паладио представио у своје „Четири књиге о архитектури”. Простор за послугу је био смештен у сутерену и до њега се долазило скривеним степеницама из централне просторије.
Својом архитектуром, Вила Ротонда је одраз хуманистичких идеала Ренесансе. Да би све просторије добиле сунчеву светлост, пројекат је под углом од 45 степени у односу на четири стране света. Сви портици су украшени статуама античких богова које носе по шест јонских стубова.
Изградња је почела 1567. Ни Паладио, ни њен власник Паоло Алмерико нису доживели крај изградње. Паладио је умро 1580, а архитекта Виченцо Скамоци је добио задатак да надгледа даље радове. Он је модификовао пројекат централне дворане. Паладио је хтео да је покрије полукружном куполом. Скамоци је уместо тога пројектовао нижу куполу са окулусом, по угледу на Пантеон у Риму. На крају је реализована нижа купола са лантерном.

## Галерија
- Вила Ротонда спреда
- Поглед са стране
- Ентеријер виле
- Купола
- Јонски капител
- Илустрација из Паладијеве „Четири књиге о архитектури”
- Илустрација из Паладијеве „Четири књиге о архитектури”